# Bisbat de Görlitz
El bisbat de Görlitz (alemany: Bistum Görlitz, llatí: Dioecesis Gorlicensis) és una seu de l'Església Catòlica a Alemanya, sufragània de l'arquebisbat de Berlín. Al 2013 tenia 28.503 batejats sobre una població de 829.200 habitants. Actualment està regida pel bisbe Wolfgang Ipolt.

## Territori
La diòcesi comprèn parts de Brandenburg i de Saxònia, a la frontera de Polònia.
La seu episcopal és la ciutat de Görlitz, on es troba la catedral de Sant Jaume.
El territori s'estén sobre 9.700 km², i està dividit en 20 parròquies, agrupades en 3 vicariats: Cottbus-Neuzelle, Lübben-Senftenberg i Görlitz-Wittichenau.

## Història
L'administració apostòlica de Görlitz va ser establerta el 28 de juny de 1972 amb el decret Quo aptius spiritualibus de la Congregació per als Bisbes, i comprenia porcions de l'arxidiòcesi de Wroclaw que van romandre en territori alemany després del canvi de les fronteres que va seguir la Segona Guerra Mundial.
Després de l'acord de 4 de maig de 1994 entre la Santa Seu i els länder de Brandenburg i de Saxònia, el 27 de juny de 1994 l'administració apostòlica va ser elevada a diòcesi amb la butlla Solet usque del Papa Joan Pau II i va fer sufragània de l'arxidiòcesi de Berlín. Al mateix temps es va redefinir els límits amb seus veïnes de Berlín i Magdeburg.
D'acord amb la Convenció de 4 de maig, el dret d'elecció dels bisbes quedà en mans del capítol de la catedral d'una llista de tres noms proposats per la Santa Seu, de conformitat amb l'article 6 del concordat amb Prússia de 1929.
Amb el breu Semper studuit del 21 de setembre de 1994, Santa Eduvigis d'Andechs va ser proclamada patrona de la diòcesi.

## Episcopologi
- Bernhard Huhn † (28 de juny de 1972 - 27 de juny de 1994 jubilat)
- Rudolf Müller † (27 de juny de 1994 - 24 de juny de 2006 jubilat)
- Konrad Zdarsa (24 d'abril de 2007 - 8 de juliol de 2010 nomenat bisbe d'Augsburg)
- Wolfgang Ipolt, des del 18 de juny de 2011

## Estadístiques
A finals del 2013, la diòcesi tenia 28.503 batejats sobre una població de 829.200 persones, equivalent al 3,4% del total.
| any  | població | població  | població | sacerdots | sacerdots       | sacerdots       | sacerdots             | diaques | religiosos | religiosos | parròquies |
| ---- | -------- | --------- | -------- | --------- | --------------- | --------------- | --------------------- | ------- | ---------- | ---------- | ---------- |
| any  | batejats | total     | %        | total     | clergat secular | clergat regular | batejats por sacerdot | diaques | homes      | dones      |            |
| 1980 | 70.000   | 1.000.000 | 7,0      | 88        | 81              | 7               | 795                   | 5       | 8          | 219        | 59         |
| 1990 | 60.000   | 930.000   | 6,5      | 77        | 73              | 4               | 779                   | 7       | 4          | 173        | 57         |
| 1999 | 49.200   | 920.000   | 5,3      | 68        | 62              | 6               | 723                   | 5       | 6          | 130        | 57         |
| 2000 | 49.200   | 920.000   | 5,3      | 66        | 60              | 6               | 745                   | 5       | 6          | 115        | 57         |
| 2001 | 48.500   | 920.000   | 5,3      | 63        | 58              | 5               | 769                   | 6       | 8          | 106        | 55         |
| 2002 | 48.500   | 910.000   | 5,3      | 66        | 61              | 5               | 734                   | 6       | 6          | 104        | 55         |
| 2003 | 48.000   | 905.000   | 5,3      | 58        | 54              | 4               | 827                   | 6       | 5          | 97         | 55         |
| 2004 | 35.000   | 890.000   | 3,9      | 57        | 55              | 2               | 614                   | 6       | 3          | 91         | 52         |
| 2006 | 32.203   | 792.824   | 4,1      | 59        | 57              | 2               | 545                   | 4       | 3          | 81         | 46         |
| 2013 | 28.503   | 829.200   | 3,4      | 50        | 47              | 3               | 570                   | 5       | 5          | 53         | 20         |